# Mistrzostwa Świata w Netballu 1967
Mistrzostwa Świata w Netballu 1967 – druga edycja mistrzostw świata w netballu, która odbyła się w Australii w mieście Perth. Udział brało 8 drużyn. Mistrzem Świata została Nowa Zelandia. Wszystkie mecze odbyły się w hali Matthews Netball Centre.

## Wyniki zawodów[3]
|                            | Australia | Trynidad i Tobago | Anglia | Trynidad i Tobago | Jamajka | Szkocja | Singapur |
| -------------------------- | --------- | ----------------- | ------ | ----------------- | ------- | ------- | -------- |
| Nowa Zelandia              | 40:34     | 41:39             | 50:24  | 53:28             | 51:20   | 76:14   | 76:5     |
| Australia                  |           | 35:29             | 31:22  | 33:22             | 40:33   | 60:13   | 54:17    |
| Związek Południowej Afryki |           |                   | 30:29  | 35:32             | 26:19   | 50:17   | 68:10    |
| Anglia                     |           |                   |        | 32:29             | 48:26   | 57:13   | 37:2     |
| Trynidad i Tobago          |           |                   |        |                   | 30:23   | 48:23   | 73:9     |
| Jamajka                    |           |                   |        |                   |         | 59:23   | 53:8     |
| Szkocja                    |           |                   |        |                   |         |         | 40:26    |

| Poz. | Drużyna                    | Mecze | Zwycięstwa | Remisy | Porażki | Kosze zdobyte:Kosze stracone | +/-  | Pkt |
| ---- | -------------------------- | ----- | ---------- | ------ | ------- | ---------------------------- | ---- | --- |
| 1.   | Nowa Zelandia              | 7     | 7          | 0      | 0       | 387:164                      | +223 | 14  |
| 2.   | Australia                  | 7     | 6          | 0      | 1       | 387:176                      | +111 | 12  |
| 3.   | Związek Południowej Afryki | 7     | 5          | 0      | 2       | 277:183                      | +94  | 10  |
| 4.   | Anglia                     | 7     | 4          | 0      | 3       | 249:181                      | +68  | 8   |
| 5.   | Trynidad i Tobago          | 7     | 3          | 0      | 4       | 262:208                      | +54  | 6   |
| 6.   | Jamajka                    | 7     | 2          | 0      | 5       | 224:226                      | −2   | 4   |
| 7.   | Szkocja                    | 7     | 1          | 0      | 6       | 143:376                      | −233 | 2   |
| 8.   | Singapur                   | 7     | 0          | 0      | 7       | 77:398                       | −321 | 0   |

## Tabela medalowa
| Miejsce | Drużyna                    |
| ------- | -------------------------- |
|         | Nowa Zelandia              |
|         | Australia                  |
|         | Związek Południowej Afryki |
| 4       | Anglia                     |
| 5       | Trynidad i Tobago          |
| 6       | Jamajka                    |
| 7       | Szkocja                    |
| 8       | Singapur                   |